# Pere Alberc i Vila
Pere Alberc i Vila, oft auch Alberch i Vila genannt, geboren als Pere Alberc i Ferrament, (* 1517 in Vic; † 16. November 1582 in Barcelona) war ein Komponist, Organist und Orgelbauer der katalanischen Renaissance.

## Leben
Alberc wurde an der Kathedrale von Vic und von 1534 bis 1536 darauf aufbauend an der Kathedrale von Valencia bei seinem Onkel Pere Vila ausgebildet. Er übernahm den Nachnamen Vila seines Onkels als zweiten Nachnamen. In Valencia hatte er Kontakt zu herausragenden Musikern wie Mateu Fletxa dem Älteren, Bartomeu Càrceres und Luis de Milán, die alle für den Hof des Herzogs von Kalabrien arbeiteten.
1536 nahm er die Stellung des Organisten an der Kathedrale von Barcelona ein, die er bis zu seinem Lebensende innehatte. 1558 erhielt er auch kanonische Würden. Eine Vereinbarung zwischen den Domkapitel und seinem Onkel Pera Vila sah vor, dass Alberc eine entscheidende Geldsumme für die Restauration der Orgel hinterließ. Im Gegenzug sicherte das Domkapitel die Besetzung der Organistenstelle mit Nachkommen von Pere Alberc zu.
Aus dieser Position heraus bildete er Organisten wie Mateu de Torres, Pau Navarro, Père Coll, Miquel Martí und Pau Brugats aus. Er arbeitete mit dem Orgelbauer Pere Flamenc bei der Restaurierung der Orgel der Kathedrale von Barcelona und beim Bau der Orgeln von Santa Maria del Mar und der Kathedrale von Vic zusammen.

## Werk
In den Jahren 1560 und 1561 veröffentlichte Alberc zwei nicht vollkommen erhaltene Sammlungen von Madrigalen unter den Titeln Odarum spiritualium...liber secundus (1560) und Odarum (quas vulgo madrigales appellamus)...liber primus (1561) auf Gedichte von Francesco Petrarca, Ausiàs March, Joan Boscà, Jorge Manrique, Garcilaso de la Vega und Pere Serafí. In diesen Madrigalen bot Alberc einen für die damalige Zeit hochmodernen, virtuosen Kompositionsstil. Die gewählten Texte und der emotionale Ausdruck der Musik sind von der Ästhetik des Manierismus beeinflusst. Nur die Hefte für die Altstimme sind als Reproduktion erhalten. Weitere Werke Albercs sind die fünfstimmige Motette O crux fidelis, drei Hefte mit religiösen Madrigalen, das Orgelbuch El Libro de Tientos, aus dem wenige Stücke auch in Venegas de Henestrosas Libro de cifra nueva veröffentlicht wurden, sowie die zwei „Ensaladas“ El bon jorn („Der gute Tag“) und La lucha („Der Kampf“). „Ensaladas“ sind poetische Kompositionen in Madrigalart mit heterogenen musikalischen Elementen im katalanisch-spanischen Kulturraum des 16. Jahrhunderts, vergleichbar den deutschen Quodlibets.

## Bedeutung
Zahlreiche Stimmen bezeugen, dass Albercs Ruhm über gesamt Europa ausstrahlte. Der Chronist Pere Comes sagte, dass Musikfachleute aus Italien, Frankreich und dem gesamten Europa nach Barcelona kamen, um Alberc als Musiker kennenzulernen. All diese Leute verbreiteten die Nachricht, dass es keinen besseren Musiker als Alberc gab.
Sein Neffe und Schüler Lluís Ferran i Ferrament trat nach dem Tode Albercs dessen Nachfolge als Organist an der Kathedrale von Barcelona an. Dieser wirkte auch als Komponist.